# Joe Walsh (Politiker, 1943)
Joseph „Joe“ Walsh (irisch Seosamh Breathnach; * 1. Mai 1943 in Ballineen, County Cork; † 9. November 2014 in Cork) war ein irischer Politiker der Fianna Fáil.

## Biografie
Walsh, der als Manager einer Molkerei tätig war, begann seine politische Laufbahn als Kandidat der Fianna Fáil 1977 mit der Wahl zum Abgeordneten des Unterhauses, in dem er bis zu seiner Wahlniederlage 1981 den Wahlkreis Cork South-West vertrat. Anschließend war er von 1981 bis 1982 Vertreter der Gruppe Kultur und Bildung im Senat (Seanad Éireann), ehe er 1982 wieder zum Abgeordneten des Unterhauses gewählt wurde und nach sechs Wiederwahlen bis 2007 erneut den Wahlkreis Cork South-East vertrat.
Nach dem Wahlsieg der Fianna Fáil wurde er am 10. März 1987 von Premierminister (Taoiseach) Charles J. Haughey zum Staatsminister im Ministerium für Landwirtschaft, Ernährung und Industrie ernannt und übernahm somit als „Juniorminister“ sein erstes Regierungsamt. Danach war er vom 19. Juli 1989 bis zum 11. Februar 1992 Staatsminister im Landwirtschaftsministerium.
Albert Reynolds, Haugheys Nachfolger als Premierminister, berief ihn am 11. Februar 1992 zum Minister für Landwirtschaft und Ernährung sowie nach einem Neuzuschnitt der Ministerien am 13. Januar 1993 zum Minister für Landwirtschaft, Ernährung und Forstwirtschaft. Dieses Amt behielt er bis zum Ende von Reynolds Amtszeit am 14. Dezember 1994.
Nach dem erneuten Wahlsieg der Fianna Fáil wurde er am 26. Juni 1997 von Premierminister Bertie Ahern wiederum zum Minister für Landwirtschaft und Ernährung ernannt. Nach einer erneuten Umgestaltung der Zuständigkeit war er vom 27. September 1999 bis zum 6. Juni 2002 Minister für Landwirtschaft, Ernährung und ländliche Entwicklung und wurde zuletzt am 6. Juni 2002 wieder Minister für Landwirtschaft und Ernährung. Am 29. September 2004 trat er von seinem Ministeramt zurück und schied aus der Regierung Ahern aus.
2007 verzichtete Walsh auf eine weitere Kandidatur für das Unterhaus und schied somit 2007 aus dem Dáil aus.
Walsh hinterließ bei seinem Tod eine Frau und fünf Kinder.